# Beata Tyszkiewicz
Beata Maria Helena Tyszkiewicz (Wilanów, 14 augustus 1938) is een Pools actrice.
Beata Tyszkiewicz werd geboren in een Poolse grafelijke familie. In 1955 maakte ze haar filmdebuut als 16-jarige scholier. Van 1958 tot 1959 studeerde ze drama aan de toneelacademie van Warschau. Daarna werd ze vanwege haar adellijke afkomst van school gestuurd. Ze keerde pas in 1960 terug naar de filmwereld. Ze brak als actrice door met de film Manuscript gevonden te Zaragoza (1964) van Wojciech Jerzy Has. In de jaren '60 speelde ze dikwijls adellijke rollen. Ze trad toen ook op in buitenlandse films. Tyszkiewicz is drie keer getrouwd. Haar eerste man was de bekende Poolse regisseur Andrzej Wajda.

## Filmografie (selectie)
- 1964: Manuscript gevonden te Zaragoza
- 1965: As
- 1965: De man die zijn haar kort liet knippen
- 1968: De pop
- 1969: Alles te koop
- 1983: Seksmisja
- 2011: Listy do M.